# ایزی‌فان
فین کین (به انگلیسی: Finn Keane) که به‌طور حرفه‌ای با نام ایزی‌فان (به انگلیسی: EASYFUN) شناخته می‌شود ترانه‌پرداز و تهیه‌کنندهٔ موسیقی انگلیسی می‌باشد. وی بیشتر به‌خاطر همکاری‌هایش با چارلی ایکس‌سی‌ایکس شناخته می‌شود؛ و بخشی از تهیه‌کنندگی و ترانه‌سرایی میکس‌تیپ‌های فرشته شماره ۱ و پاپ ۲ و نیز آلبوم چارلی را انجام داده‌است. از دیگر کارهای ایشان می‌توان به انتشار برخی ترانه‌های ناشر موسیقی پاپ تجربی پی‌سی موزیک و ترانه‌سرایی برای دیگر موسیقی‌دانان اشاره نمود.